# وريد محي
الأوردة المحية (بالإنجليزية: Vitelline veins)‏ هي الأوردة التي تُصرف (تنزح) الدم من الكيس المحي.

## المشتقات
الأوردة المحية تؤدي إلى:
- وريد كبدي
- الجزء السفلي من وريد أجوف سفلي
- وريد بابي
- وريد مساريقي علوي

الوريد المساريقي السفلي

## صور إضافية

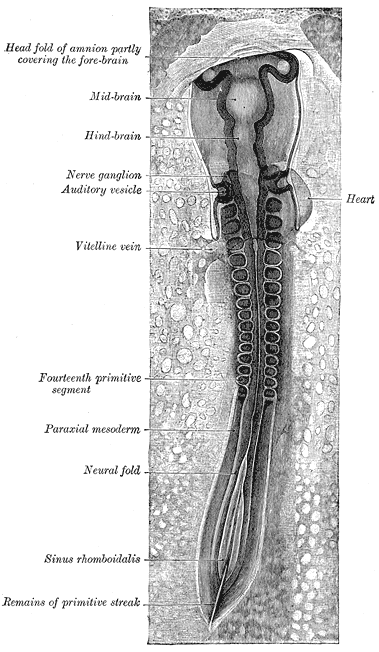
جنين الفرخة ( بعد 33 ساعة )، ينظر إليها من الجانب الظهري. X 30.
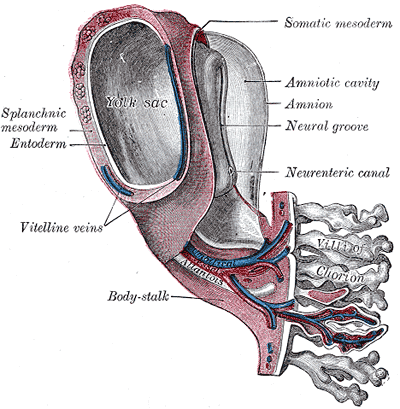
نموذج من جنين بشري 1.3
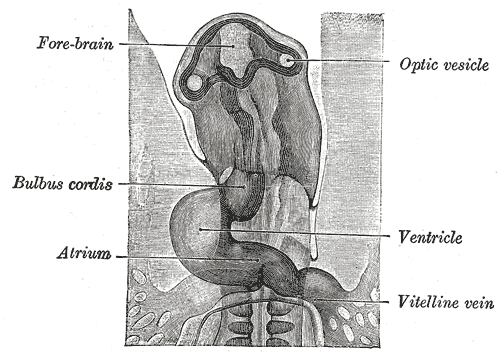
رئيس أجنة الدجاج من الحضانة حوالي ثمانية وثلاثين ساعة، ينظر إليها من السطح البطني. X 26.
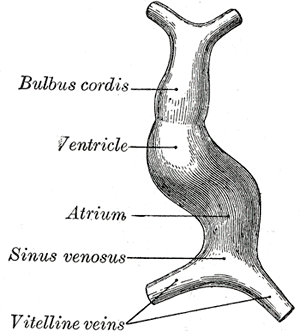
الرسم البياني لتوضيح حالة أنبوبية بسيطة من القلب.
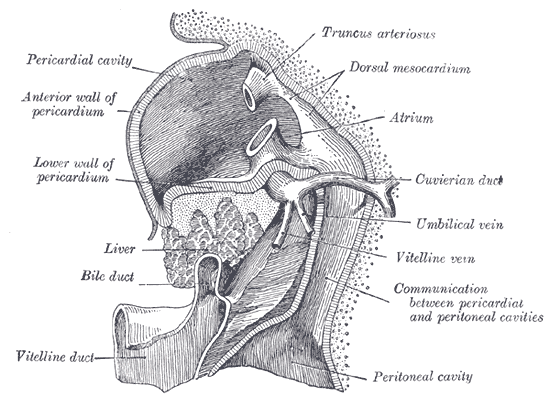
الكبد مع المستعرض الحاجز - الجنين البشري 3

## وصلات خارجية
- 127533117 في مفكرة المُمارِس العام